# 池河内湿原
座標: 北緯35度39分10.8秒 東経136度7分55.2秒 / 北緯35.653000度 東経136.132000度

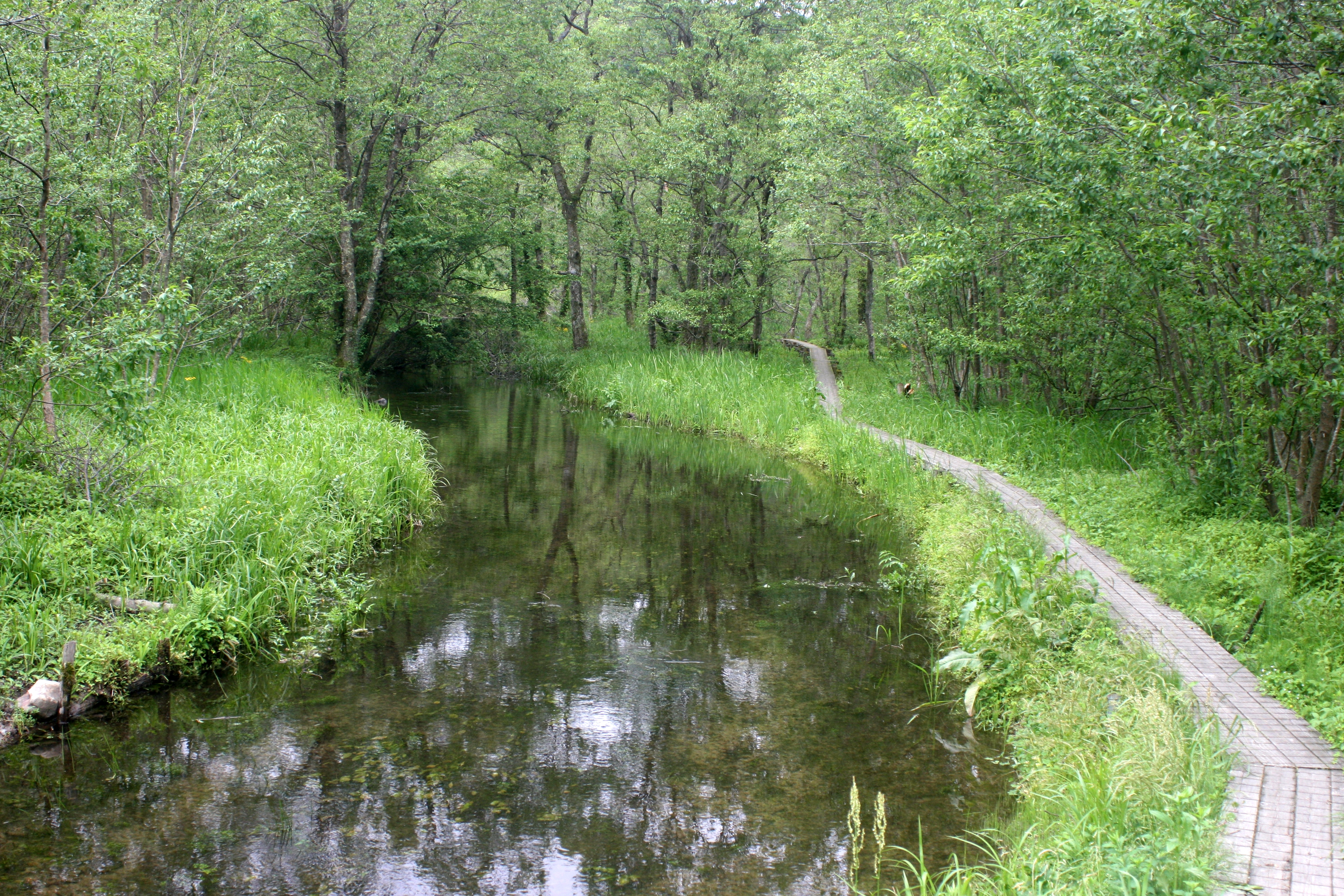
初夏の池河内湿原

池河内湿原（いけのこうちしつげん）は、敦賀市内を流れる笙の川源流域の標高約300m、広さ約4haの湿地である。貴重な動植物が生息し、福井県の自然環境保全地域にも指定されている。池ノ河内、池の河内と表記される場合もある。

## 概要
池河内湿原は、敦賀市の東側、滋賀県境の近くに位置する。周囲は山で囲まれ、中央部に阿原ヶ池（あわらがいけ）があり、広範囲に湧水が見られる。湿原の南東から笙の川となって流れ出している。1977年には、湿原部と涵養のため周囲の山麓を含め111haが、福井県の保全地域に指定、保護されている。1988年には、湿原を横断し、自然観察できる木道も整備されたが、2016年現在、老朽のため通行止めとなっている。

## 地形
池河内湿原は、近くを南北に走る柳ヶ瀬断層から生じた2本の小断層（池河内断層）が交差した地点となっており、若越破砕帯の一部にある。これら断層により地盤が沈降し盆地となり、その後山からの複数の小川から運ばれる土砂により、扇状地が形成され、扇状地からの堆積物により、堰き止められ、湿原と池が生じたと考えられている。

## 動植物
湿原周辺の陸化の進んだ箇所からハンノキが侵入しているが、中央部は低層湿原状となっている。見られる植物としては、ミツガシワ、サワオグルマ、カキツバタ、マアザミ、コウホネ、ミズギボウシ、ドクゼリ、ヒメザゼンソウ、カキラン、サワラン、ヤチスギラン、トキソウ、イヌノハナヒゲ、ハリミズゴケ、ヌマトラノオなどがあり、特にヤナギトラノオ（南限種）、ミズドクサ（南限種）は、福井県内では、ここだけに生育する希少種である。また、早春には湿原の南にあるコブシの巨木が主のように花を咲かせる。
湿地と山地の昆虫が混在しており、種数は比較的多い。見られる昆虫としては、ミドリシジミ、ハッチョウトンボ、ルリボシヤンマ、サラサヤンマなどがある。特に、ムナグロチャイロテントウなどの湿地性テントウムシの分布は特筆に値する。
6月下旬頃には、阿原ヶ池の周辺のハンノキやシロヤナギにモリアオガエルの白色の卵塊がいくつも見られる。
また冬季は、マガモなどのカモ類、ツグミ、アトリ、マヒワなどの渡り鳥が見られる。

## アクセス
北陸自動車道敦賀ICから国道476号を経て、車で約35分。

湿原を通過する道路沿いには2箇所駐車スペースがあり、東側の駐車場には公衆トイレが設置されている。

## 関連画像

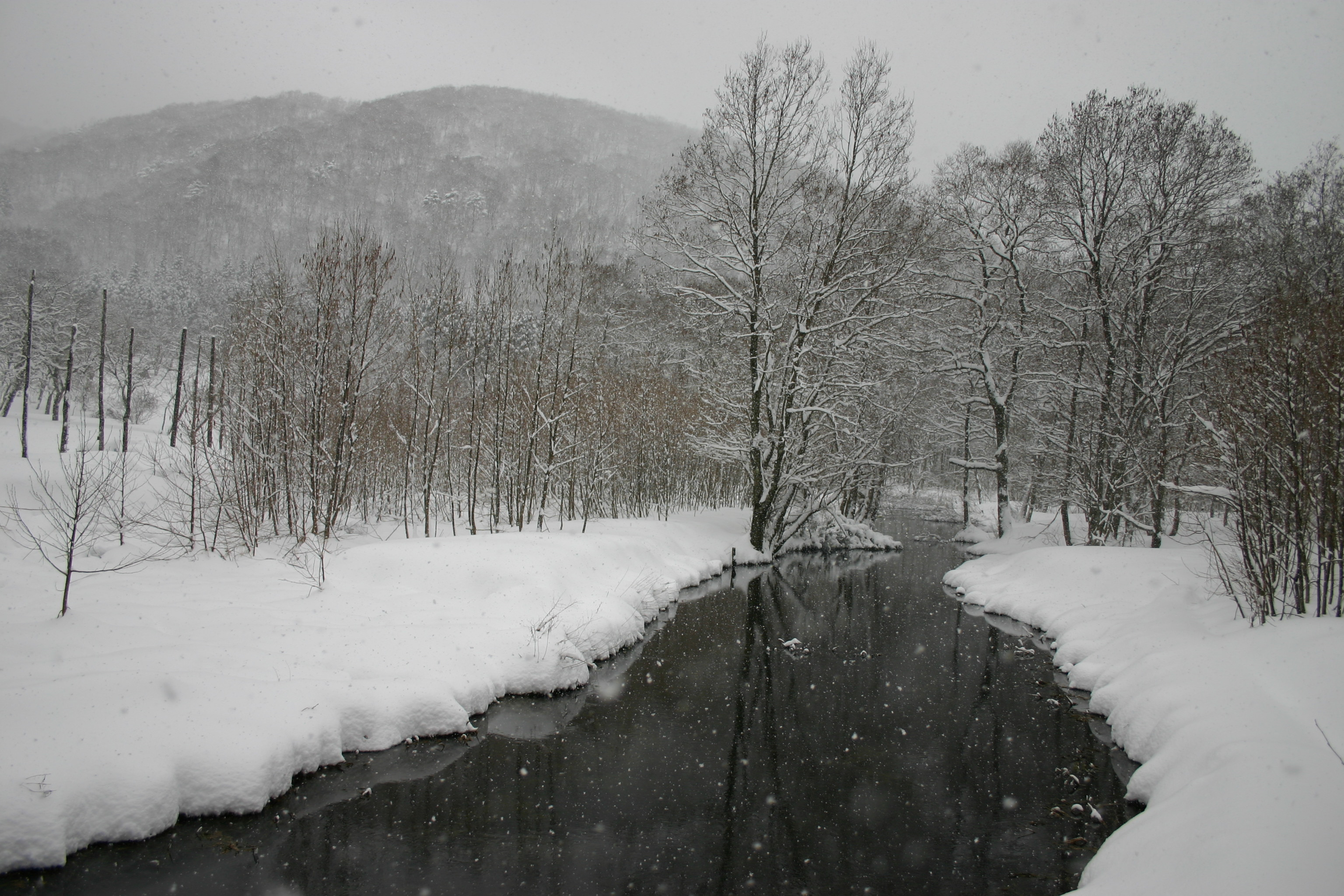
雪の池河内湿原
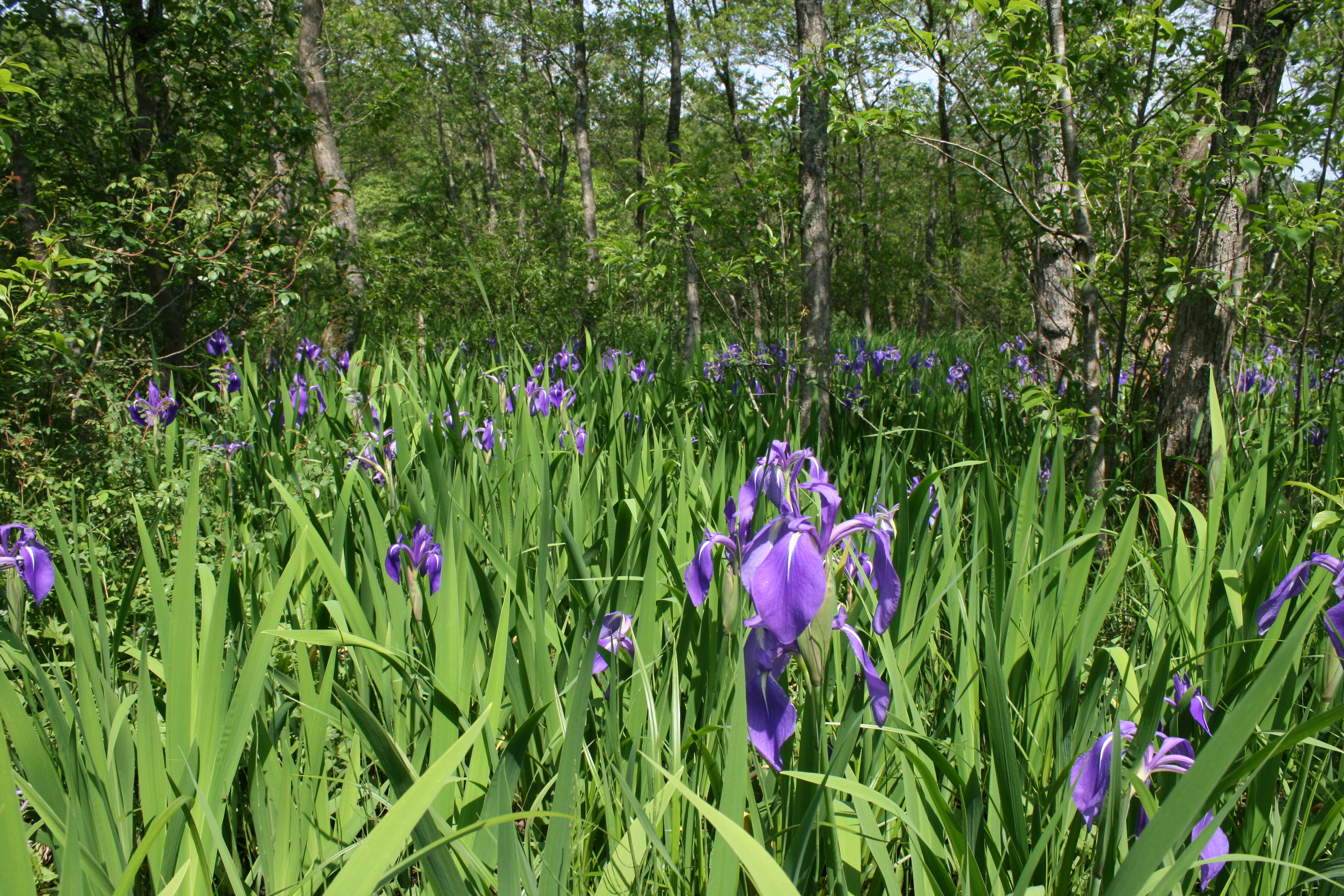
カキツバタ群落
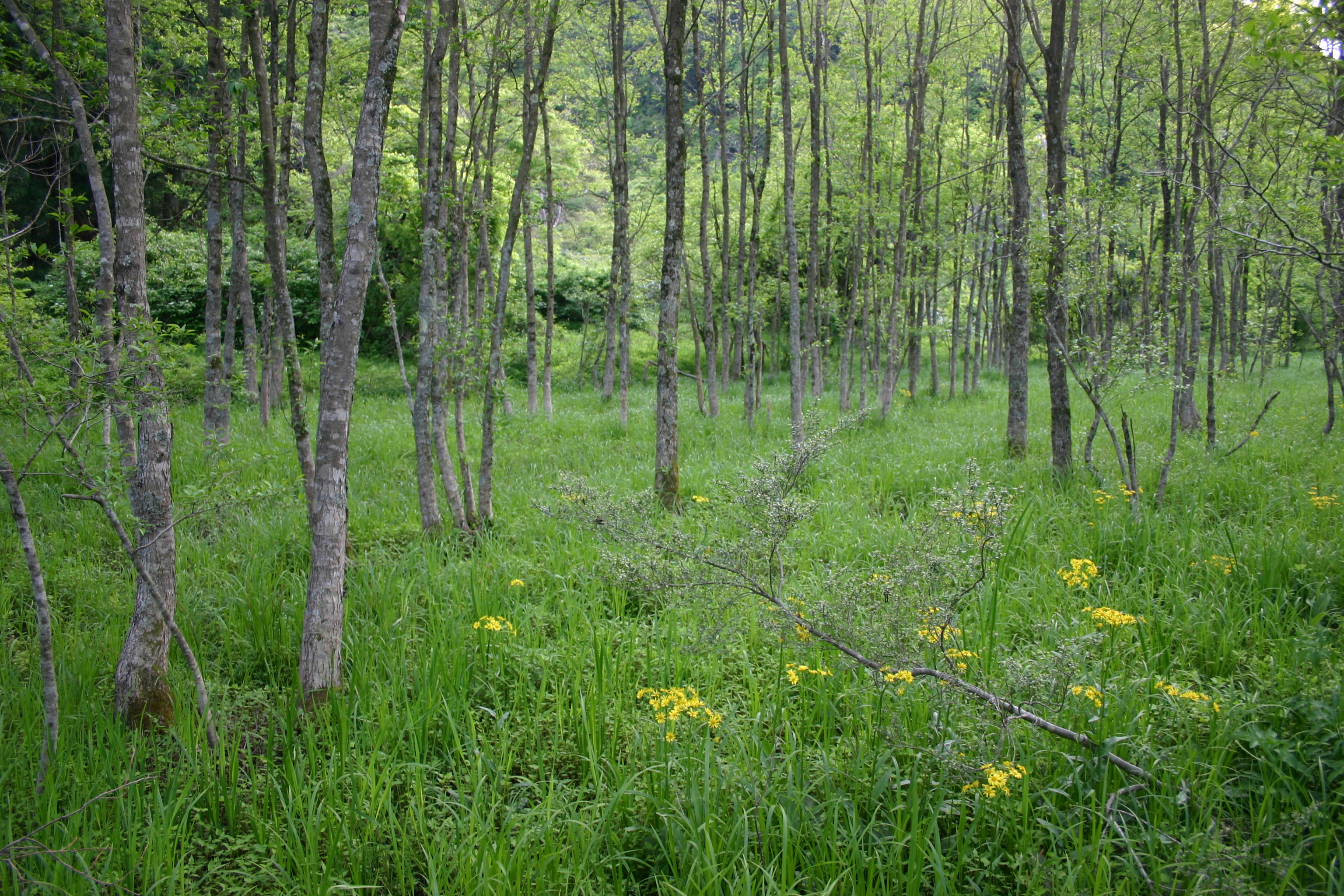
サワオグルマ群落
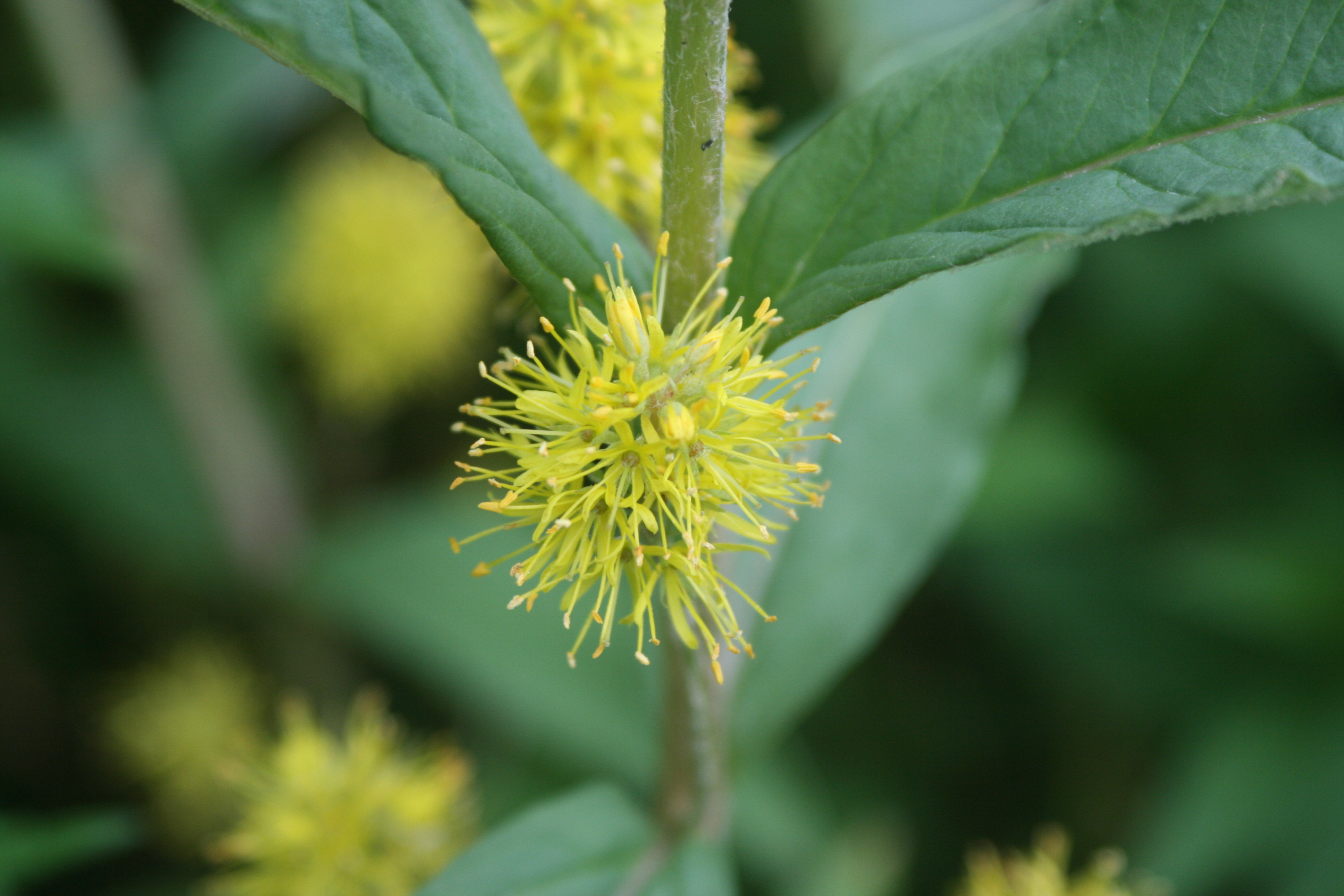
ヤナギトラノオ
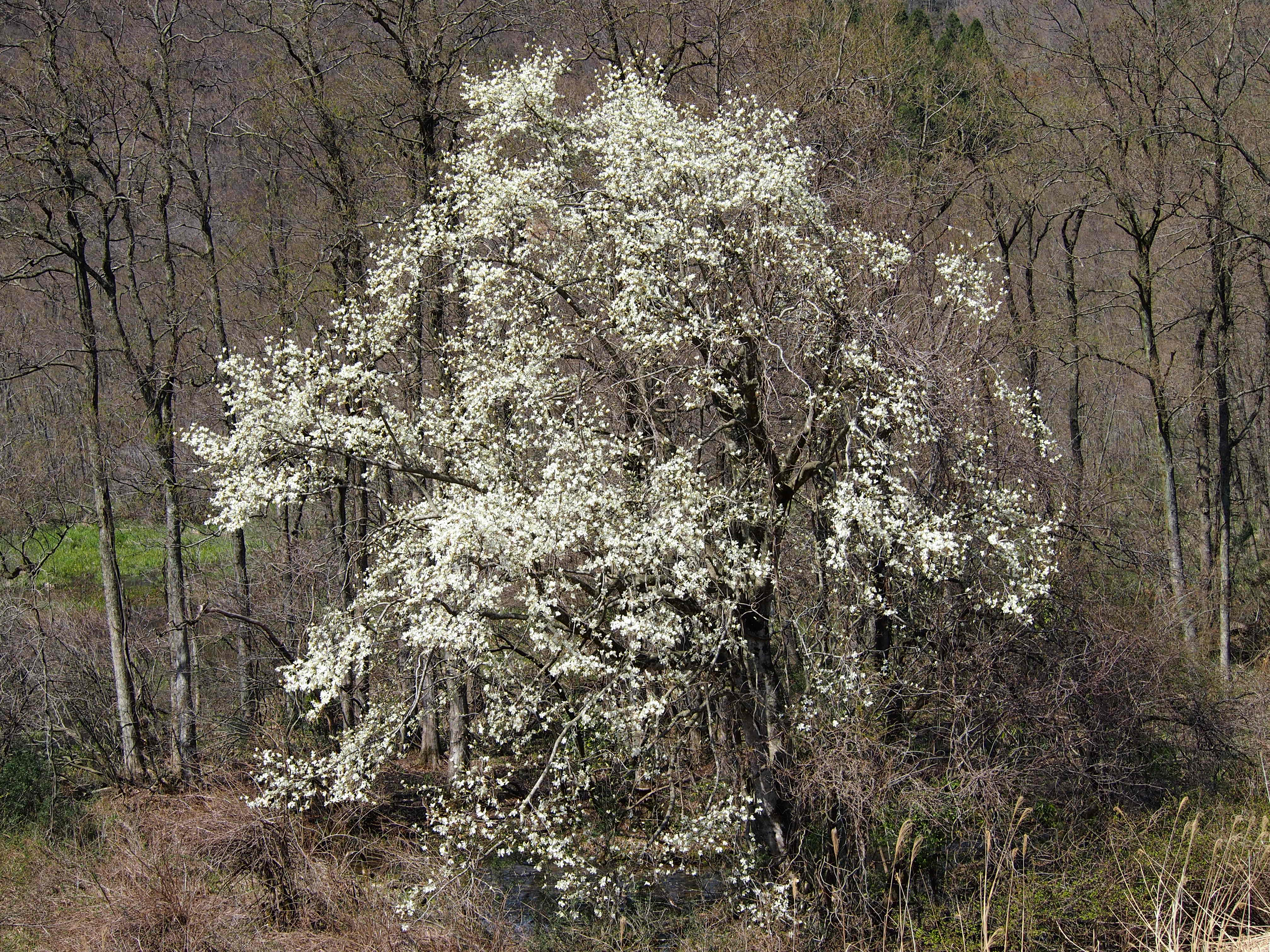
コブシの大木